# 오사카 경비부
오사카 경비부(일본어: 大阪警備府 오사카 케이비부[*]), 옛 한신 해군부(일본어: 阪神海軍部 한신 카이군부[*])는 오사카부 오사카시에 있었던 일본 제국 해군의 경비부이다. 간사이 지방, 고베 일부, 세토 내해의 해군 경비구를 운영하고 전투 준비를 맡았다.

## 역사
1940년 3월 9일, 제정된 군령 해 제3호 "한신 해군부령"에 따라 한신 해군부는 3월 15일에 설립되었다. 이듬해 태평양 전쟁이 일어난 11월 20일에 商港警備府令, 상항경비부령에 따라 오사카 경비부로 조직이 개편되었다.
1945년 12월 1일부터 제2복원청 산하 오사카 지방 복원국으로서 오사카항으로 들어온 장병들을 복원하고 모든 병기를 연합군에게 넘기는 행정 업무를 하였다.

## 사령장관
| #    | 계급 | 성명                       | 취임일          | 이임일 |
| ---- | ---- | -------------------------- | --------------- | ------ |
| 초대 | 소장 | 奥信一 오쿠 신이치[*] 少将 | 1940년 3월 15일 |        |

| #    | 계급 | 성명                            | 취임일           | 이임일            |
| ---- | ---- | ------------------------------- | ---------------- | ----------------- |
| 초대 | 중장 | 小林仁 고바야시 마사시[*]       | 1941년 11월 20일 | 1943년 3월 9일    |
| 2    | 중장 | 牧田覚三郎 마키타 가쿠사부로[*] | 1943년 3월 9일   | 1944년 4월 1일[4] |
| 3    | 중장 | 大野一郎 오노 이치로[*]         | 1944년 4월 1일   | 1944년 11월 1일   |
| 4    | 중장 | 岡新 오카 아라타[*]             | 1944년 11월 1일  |                   |

## 계보
- 1940년 3월 15일, 阪神海軍部 한신 카이군부[*]→한신 해군부
- 1941년 11월 20일, 大阪警備府 오사카 케이비부[*]→오사카 경비부
- 1945년 12월 1일, 大阪地方復員局→오사카 지방 복원국

## 같이 보기
- 뤼순 경비부
- 오미나토 경비부
- 진해 경비부
- 타카오 경비부